# 임응구
임응구(林應九, 일본식 이름: 伊藤應九 이토 오큐, 1907년 9월 13일 ~ 1994년)는 한국과 일본의 서양화가이다. 본관은 나주(羅州)이다.

## 생애
경상남도 부산부(現 대한민국 부산광역시) 출신이다.어릴 때부터 자주 일본을 왕래하며 미술을 공부했다. 도쿄 미술학교를 졸업 한 뒤, 일본 여성과 결혼하면서 1936년 일본에 귀화했다.
제13회 조선미술전람회에 입선하여 정식으로 화단에 등당하였고, 선전에 총 6회 입선하였으며 조선총독부상을 받기도 하였다. 첫 개인전은 1934년 부산일보사 전시장에서 가졌다.  임응구는 도쿄미술학교풍의 전통적이고 고전주의적인 서양화 구상화를 그렸는데, 서양식 머리를 한 신식 여성이 아들에게 젖을 먹이는 모습을 그린 〈어머니와 아들〉(1939)은 식민지 체제가 요구하는 현모양처형 어머니상을 그대로 구현하고 있다는 평가도 있다.
1943년 한국과 일본의 친일 미술인들이 결성한 단광회에 가입하여 징병제 실시에 즈음한 관제 미술 작품을 단광회 회원들과 함께 공동 창작하여 발표했다. 1943년 완성된 단광회의 〈조선징병제실시기념화〉는 제작에만 여러 달이 걸린 대작으로, 징병제 분위기를 고취하고자 순회 공연으로 전시되었으며 조선군사령부에 기증되었다.
이후 일본에서 활동하며 일본제국미술전에 9차례 출품하고 특선을 한차례 했고, 백수상(白壽賞)을 받았다. 문제전(文帝展)에서 총 12회 입선하였으며, 살롱 도톰(가을의 전람회) 회원, 일전회우(日展會友)를 지냈고 살롱상도 받았다.
2008년 민족문제연구소가 선정한 친일인명사전 수록예정자 명단 미술 부문에 포함되었다.
동생은 사진작가 임응식이다.

## 가족 관계
- 남동생: 임응식(林應植, 1912년 11월 11일 출생 ~ 2001년 1월 18일 사망, 사진작가. 아호(雅號)는 구정(九丁). 경상남도 부산 출생. 前 중앙대학교 명예교수. 경성 체신학교 졸업.)

## 인간 관계
임응구(林應九)의 아우인 사진작가 임응식(林應植, 1912년 11월 11일 출생 ~ 2001년 1월 18일 사망)은 서양화가 이봉상(李鳳商, 1916년 7월 27일 출생 ~ 1970년 8월 4일 사망)과 오랜 친구 관계를 맺기도 하였다.

## 같이 보기
- 단광회

## 참고자료
- 전갑생 (2004년 11월 16일). “[특집] 경남.부산 친일예술인 연구 4 인물편-화가들 - 회화 보국에 나선, 임응구-정종녀 등 친일화가들”. 거제타임즈. 2007년 10월 26일에 확인함. |제목=에 지움 문자가 있음(위치 1) (도움말)
- 역사문제연구소 (2003년 4월 25일). 〈일제를 위하여 붓을 잡은 화가들〉. 《인물로 보는 친일파 역사(역비의책 15)》. 서울: 역사비평사. ISBN 8976962141.